# Chionodes formosella
Chionodes formosella (tên tiếng Anh: Sâu bướm cuộn lá sồi xuân) là một loài bướm đêm thuộc họ Gelechiidae. Nó được tìm thấy ở Nova Scotia tới tây nam Manitoba, phía nam đến Florida.
Sải cánh dài khoảng 16 mm.
Ấu trùng ăn các loài sồi, đặc biệt là nhóm sồi đỏ.